# Sprzęt wspinaczkowy

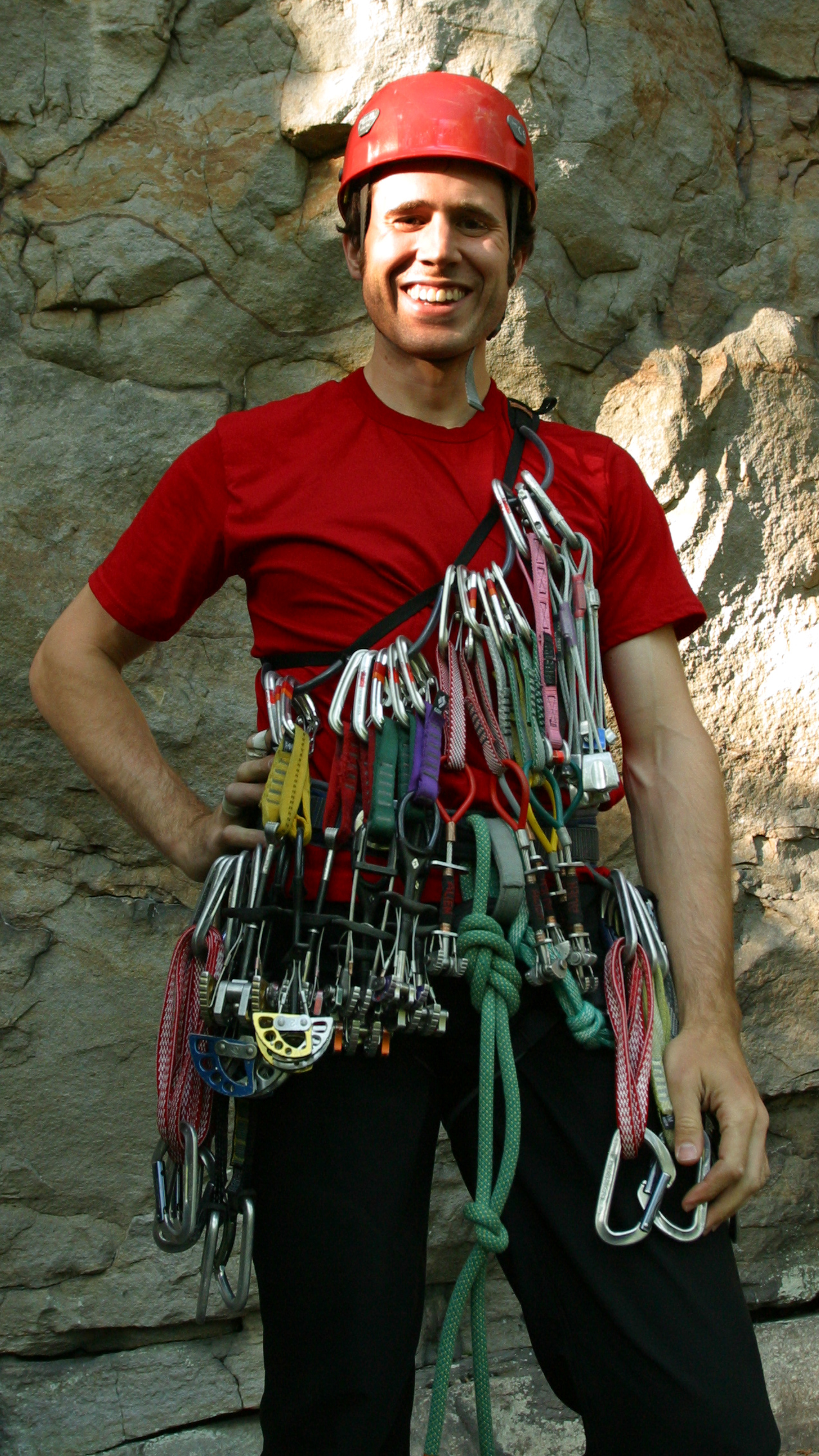
Wspinacz z ekwipunkiem składającym się z kasku, uprzęży, liny oraz szpejarki, do której przymocowane są: zestawy friendów, kości oraz ekspresów

Sprzęt wspinaczkowy – zestaw urządzeń technicznych stosowanych w trakcie uprawiania wszelkich rodzajów wspinaczki.
- Lina wspinaczkowa – powszechnie rozpoznawany symbol wspinaczki i rzeczywiście najważniejszy składnik systemu asekuracyjnego.
- Uprząż wspinaczkowa – którą wspinacz zakłada na siebie i następnie przywiązuje do niej linę. Uprzęże dzielą się na wygodniejsze, ale mniej bezpieczne (biodrowe), oraz uprzęże pełne składające się z pasa biodrowego i piersiowego.
- Kask wspinaczkowy – zabezpieczający głowę wspinacza przed spadającymi kamieniami lub przed uderzeniem w skałę.
- Przyrządy do zakładania punktów asekuracyjnych – składają się na nie:
  - Haki – które wbija się w szczeliny w ścianie. Obecnie nie są one popularne ze względu na dużą masę, konieczność wbijania ich młotkiem i szkody jakie powodują w skale.
  - Spity – stałe elementy asekuracyjne montowane do otworów wierconych w skale, działają podobnie jak kołek rozporowy. Spity bardzo rzadko osadzane są podczas przechodzenia drogi i zdarza się to wyłącznie w rejonach górskich, w rejonach skałkowych spity osadzane są ze zjazdu.
  - Ringi – stałe elementy asekuracyjne wklejane w otwory wiercone w skale. Ringi osadzane są w otworach o większej głębokości niż spity, przez co są trwalsze i wytrzymalsze (zwłaszcza w skale o stosunkowo niewielkiej wytrzymałości). Ringi zawsze osadzane są ze zjazdu, wyjątek stanowią piaskowcowe rejony wspinaczkowe Polski, Czech i Niemiec.
  - Kostki – specjalne kształtki z aluminium, które wkłada się do szczeliny i następnie zaciera silnym szarpnięciem.
  - Kostki mechaniczne, tak zwane mechaniki, w tym friendy – mechaniczne odpowiedniki kostek zawierające ruchome, mimośrodowe krzywki, rozpierające się w szczelinie skalnej z siłą wstępną pochodzącą od sprężyny i wzrastającą proporcjonalnie do przyłożonego obciążenia.
  - Jebadełko – urządzenie służące głównie do wyjmowania kostek ze szczelin, rzadziej zwane ekstraktorem lub kluczem do kostek.
  - Knoty – krótkie pętle z liny asekuracyjnej z grubym węzłem na końcu, działające podobnie do kostek, a przy tym bardziej odpowiednie do miękkiej lub kruchej skały.
  - Pętle – pętle z liny lub taśmy, które zakłada się przez oczka lub duże bloki naturalnie występujące w ścianie. Pętle mogą również służyć do budowania stanowisk lub przedłużania przelotów (punktów asekuracyjnych).
  - Karabinki – owalne „kółka” z duraluminium lub tytanu zaopatrzone w specjalny uchylny zamek. Stosuje się je do łączenia kostek, haków, friendów i pętli z liną asekuracyjną.
  - Ekspresy – dwa karabinki połączone krótką, usztywnioną pętlą z taśmy; ułatwiają i przyspieszają montowanie punktów asekuracyjnych.
- Przyrząd zjazdowy – urządzenie służące do zjeżdżania na linie. Przyrządów jest obecnie dużo różnych rodzajów. Są to zazwyczaj specjalne kształtki aluminiowe, przez które przeplata się w określony sposób linę, dzięki czemu można ją blokować i kontrolować szybkość zjazdu.
- Przyrząd asekuracyjny – zwykle aluminiowa płytka z otworami, przez którą przeplata się linę i można ją potem „popuszczać” lub blokować w momencie upadku partnera. Niektóre przyrządy zjazdowe mogą także pełnić rolę przyrządów asekuracyjnych.
- Buty wspinaczkowe – obecnie do wspinaczki letniej stosuje się lekkie i obcisłe buty ze stosunkowo miękką, gumową podeszwą, umożliwiającą „czucie” skały. Guma, z której wykonane są podeszwy butów wspinaczkowych, charakteryzuje się bardzo dużym współczynnikiem tarcia.

## Sprzęt do wspinaczki zimowej i lodowej
- raki
- czekan
- krótkie czekany tak zwane „dziabki”
- śruba lodowa

## Sprzęt biwakowy i przeciwdeszczowy
Sprzęt podobny jak używany w zwykłej turystyce górskiej. Jedynym specyficznym dla wspinania sprzętem jest tutaj portaledge, czyli konstrukcja składająca się z metalowych rurek i miękkiego materiału umożliwiająca wspinaczom nocleg w ścianie, pomimo braku półek skalnych pozwalających na tradycyjny biwak.

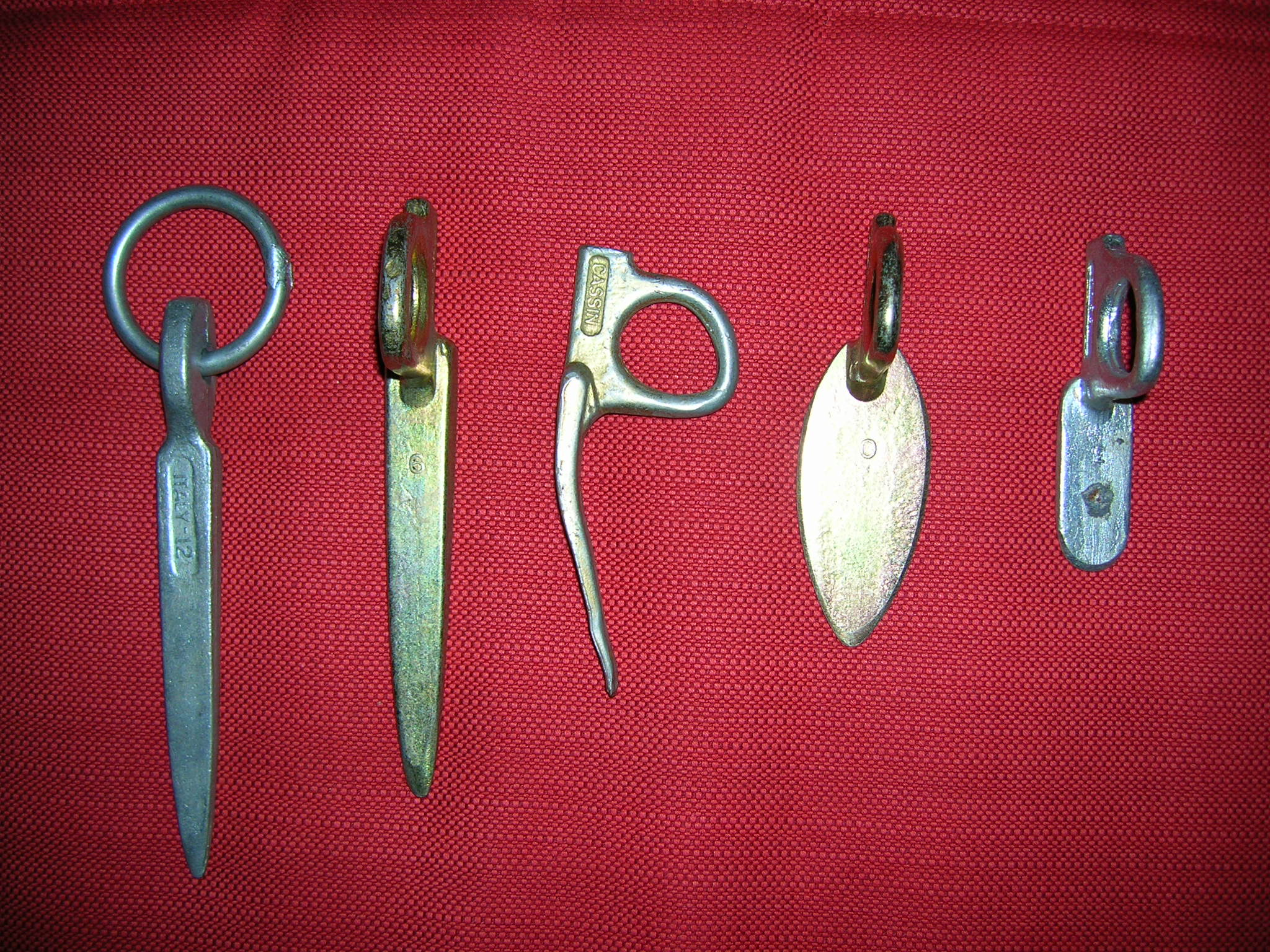
Różne rodzaje haków wspinaczkowych
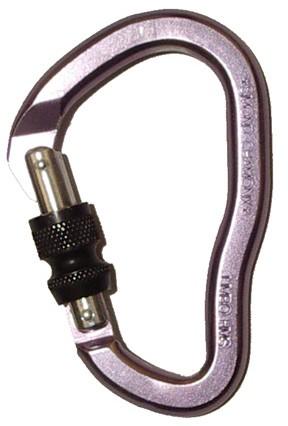
Karabinek HMS
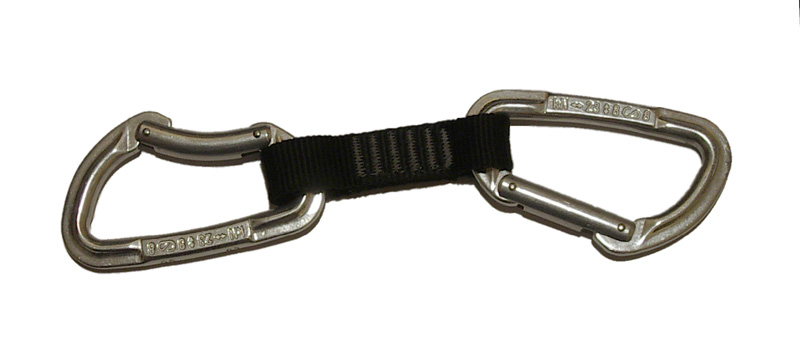
Ekspres
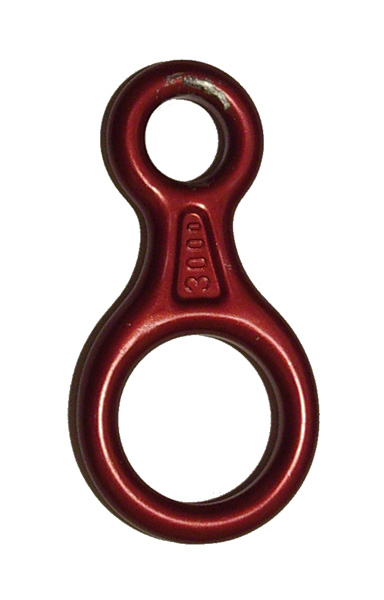
„Ósemka” – przyrząd zjazdowy
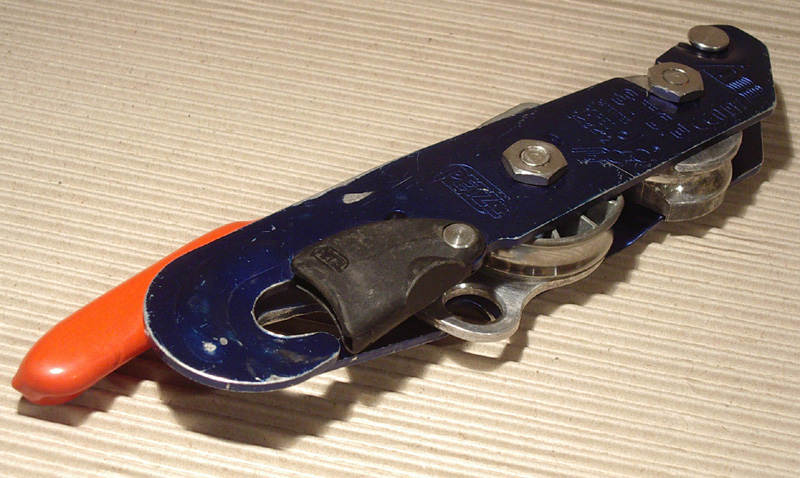
„Rolka-Stop” – przyrząd zjazdowy z hamulcem
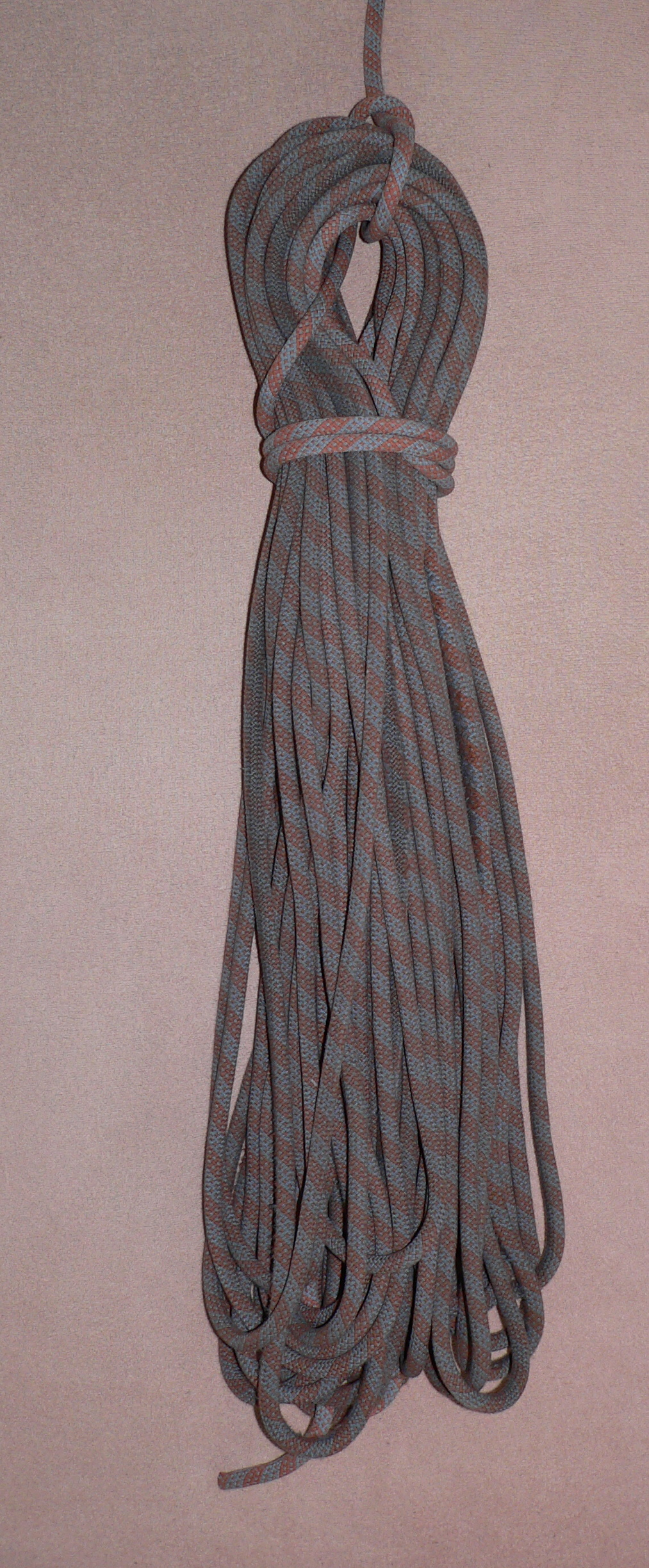
Lina
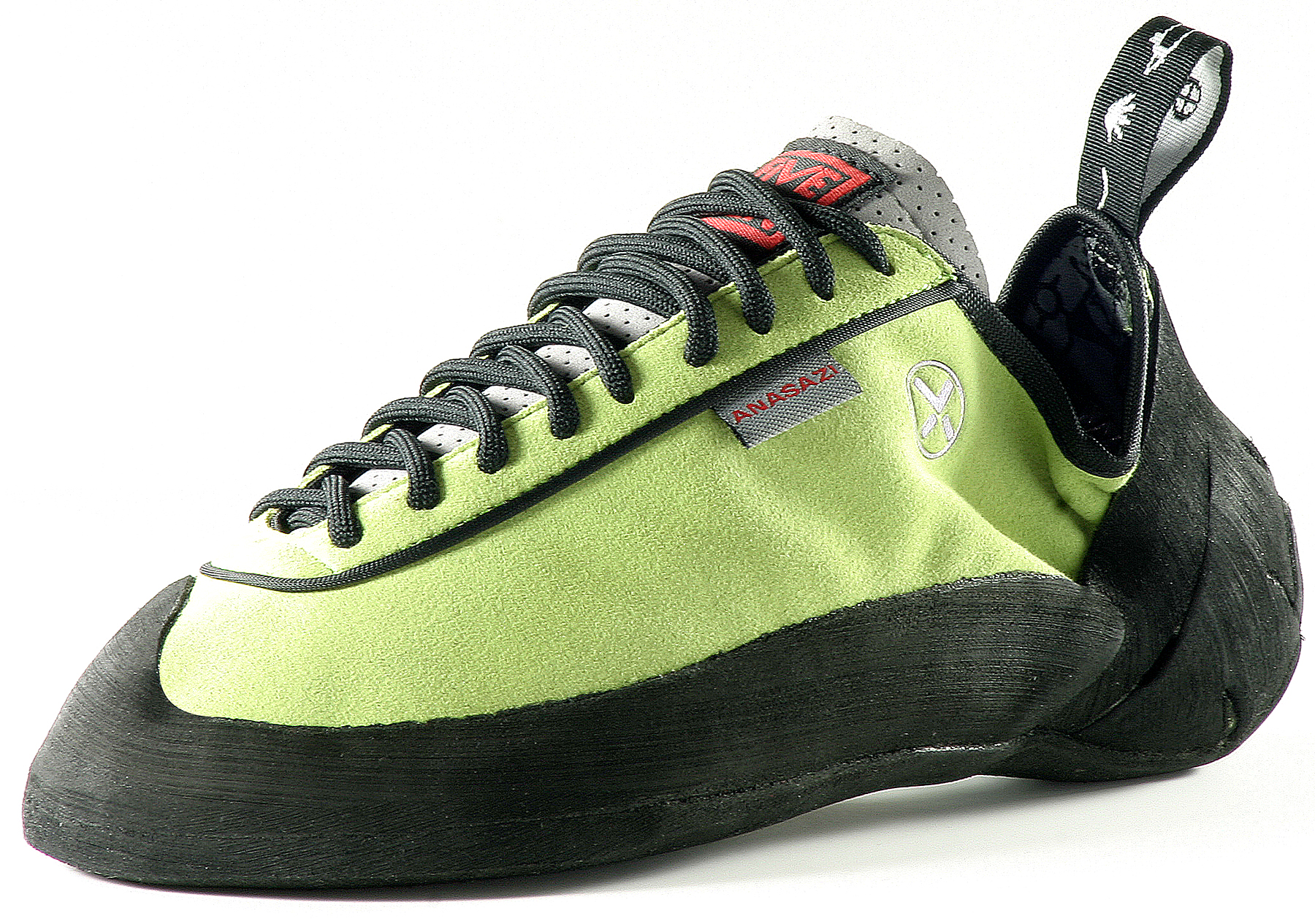
Buty wspinaczkowe
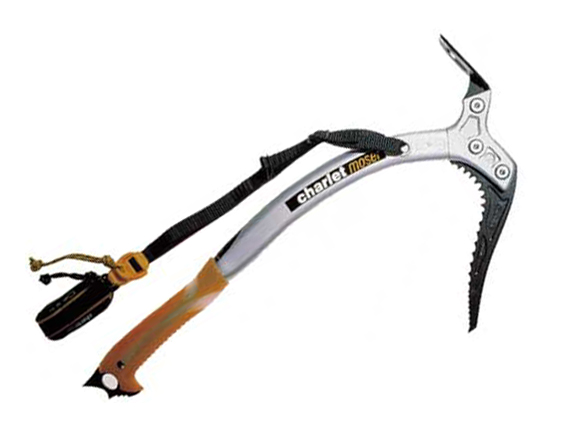
Czekan